# Халадж-е Олія
Халадж-е Олія (перс. خلج عليا) — село в Ірані, у дегестані Гендудур, у бахші Сарбанд, шагрестані Шазанд остану Марказі. За даними перепису 2006 року, його населення становило 54 особи, що проживали у складі 14 сімей.

## Клімат
Середня річна температура становить 11,47°C, середня максимальна – 31,09°C, а середня мінімальна – -12,08°C. Середня річна кількість опадів – 276 мм.
| Клімат поселення                              | Клімат поселення | Клімат поселення | Клімат поселення | Клімат поселення | Клімат поселення | Клімат поселення | Клімат поселення | Клімат поселення | Клімат поселення | Клімат поселення | Клімат поселення | Клімат поселення | Клімат поселення |
| Показник                                      | Січ.             | Лют.             | Бер.             | Квіт.            | Трав.            | Черв.            | Лип.             | Серп.            | Вер.             | Жовт.            | Лист.            | Груд.            |                  |
| Середній максимум, °C                         | 6,37             | 8,34             | 13,14            | 19,32            | 24,48            | 30,01            | 31,09            | 30,56            | 25,87            | 20,16            | 12,72            | 7,03             |                  |
| Середня температура, °C                       | −2,86            | −0,88            | 3,91             | 10,10            | 15,25            | 20,78            | 25,08            | 24,54            | 19,84            | 14,14            | 6,69             | 1,00             |                  |
| Середній мінімум, °C                          | −12,08           | −10,11           | −5,31            | 0,87             | 6,02             | 11,55            | 19,03            | 18,51            | 13,82            | 8,12             | 0,67             | −5,03            |                  |
| Норма опадів, мм                              | 44               | 41               | 51               | 36               | 27               | 4                | 1                | 1                | 0                | 6                | 25               | 40               |                  |
| Середньомісячна швидкість вітру, м/с          | 1.27             | 2.00             | 2.52             | 2.74             | 2.51             | 2.46             | 2.39             | 2.20             | 2.25             | 1.85             | 1.53             | 1.34             |                  |
| Середньомісячна сонячна радіація, кДж/м²·день | 9668             | 12773            | 15419            | 18596            | 22601            | 27031            | 25926            | 24348            | 21504            | 16187            | 11430            | 9398             |                  |
| --------------------------------------------- | ---------------- | ---------------- | ---------------- | ---------------- | ---------------- | ---------------- | ---------------- | ---------------- | ---------------- | ---------------- | ---------------- | ---------------- | ---------------- |
| Джерело:                                      |                  |                  |                  |                  |                  |                  |                  |                  |                  |                  |                  |                  |                  |